# Diploglossus atitlanensis
Diploglossus atitlanensis är en ödleart som beskrevs av  Smith 1950. Diploglossus atitlanensis ingår i släktet Diploglossus och familjen kopparödlor. Inga underarter finns listade i Catalogue of Life.